# Iams
Iams é uma marca de ração animal para gatos e cães, fabricado pela Mars, Incorporated.
Começou a ser fabricado pela Iams Company, empresa fundada por Paul Iams, nutricionista veterinário, em 1946. Em setembro de 1999, essa empresa foi adquirida pela Procter & Gamble.
Em abril de 2014, a P&G vendeu a marca para a Mars, Incorporated.